# Championnat du monde féminin de rink hockey 2012
Navigation
Championnat du monde féminin 2010 Championnat du monde féminin 2014
Le Championnat du monde de rink hockey féminin 2012, onzième édition de la compétition, s'est déroulé du 10 au 17 novembre 2012
 à Recife au Brésil.
La France remporte pour la première fois le titre mondial en battant l'Espagne en finale.

## Nations participantes
| Argentine | États-Unis | Chili  |         |
| France    | Portugal   | Suisse |         |
| Espagne   | Angleterre | Brésil | Uruguay |
| Allemagne | Colombie   | Japon  | Inde    |

### Groupe A
| Rang | Équipe     | Pts | J | G | N | P | Bp | Bc | Diff |  | Résultats  |  |     |      |
| ---- | ---------- | --- | - | - | - | - | -- | -- | ---- |  | ---------- |  | --- | ---- |
| 1    | Chili      | 6   | 2 | 2 | 0 | 0 | 16 | 4  | +12  |  | Chili      |  | 5-2 | 11-2 |
| 2    | Argentine  | 3   | 2 | 1 | 0 | 1 | 10 | 6  | +4   |  | Argentine  |  |     | 8-1  |
| 3    | États-Unis | 0   | 2 | 0 | 0 | 2 | 3  | 19 | -16  |  | États-Unis |  |     |      |

### Groupe B
| Rang | Équipe   | Pts | J | G | N | P | Bp | Bc | Diff |  | Résultats |  |     |     |
| ---- | -------- | --- | - | - | - | - | -- | -- | ---- |  | --------- |  | --- | --- |
| 1    | Portugal | 6   | 2 | 2 | 0 | 0 | 7  | 1  | +6   |  | Portugal  |  | 2-1 | 6-0 |
| 2    | France   | 3   | 2 | 1 | 0 | 1 | 5  | 3  | +2   |  | France    |  |     | 4-2 |
| 3    | Suisse   | 0   | 2 | 0 | 0 | 2 | 2  | 10 | -8   |  | Suisse    |  |     |     |

### Groupe C
| Rang | Équipe     | Pts | J | G | N | P | Bp | Bc | Diff |  | Résultats  |  |     |      |      |
| ---- | ---------- | --- | - | - | - | - | -- | -- | ---- |  | ---------- |  | --- | ---- | ---- |
| 1    | Espagne    | 9   | 3 | 3 | 0 | 0 | 31 | 2  | +29  |  | Espagne    |  | 7-2 | 12-0 | 12-0 |
| 2    | Brésil     | 6   | 3 | 2 | 0 | 1 | 9  | 7  | +2   |  | Brésil     |  |     | 1-0  | 6-0  |
| 3    | Uruguay    | 3   | 3 | 1 | 0 | 2 | 5  | 14 | -9   |  | Uruguay    |  |     |      | 5-1  |
| 4    | Angleterre | 0   | 3 | 0 | 0 | 3 | 1  | 23 | -22  |  | Angleterre |  |     |      |      |

### Groupe D
| Rang | Équipe    | Pts | J | G | N | P | Bp | Bc | Diff |  | Résultats |  |     |     |     |
| ---- | --------- | --- | - | - | - | - | -- | -- | ---- |  | --------- |  | --- | --- | --- |
| 1    | Colombie  | 9   | 3 | 3 | 0 | 0 | 16 | 2  | +14  |  | Colombie  |  | 2-1 | 7-0 | 7-1 |
| 2    | Allemagne | 6   | 3 | 2 | 0 | 1 | 17 | 2  | +15  |  | Allemagne |  |     | 8-0 | 8-0 |
| 3    | Inde      | 3   | 3 | 1 | 0 | 2 | 4  | 17 | -13  |  | Inde      |  |     |     | 4-2 |
| 4    | Japon     | 0   | 3 | 0 | 0 | 3 | 3  | 19 | -16  |  | Japon     |  |     |     |     |

## Élimination directe

### Tableau final
|  | Quarts de finale     | Quarts de finale     |                      |                      | Demi-finales           | Demi-finales           |   |  | Finale               | Finale               |
|  | Quarts de finale     | Quarts de finale     |                      |                      | Demi-finales           | Demi-finales           |   |  | Finale               | Finale               |
|  |                      |                      |                      |                      |                        |                        |   |  |                      |                      |
|  | 15 novembre - Recife | 15 novembre - Recife |                      |                      | 16 novembre - Recife   | 16 novembre - Recife   |   |  | 17 novembre - Recife | 17 novembre - Recife |
|  | 15 novembre - Recife | 15 novembre - Recife |                      |                      | 16 novembre - Recife   | 16 novembre - Recife   |   |  | 17 novembre - Recife | 17 novembre - Recife |
|  | Colombie             | 3                    |                      |                      | 16 novembre - Recife   | 16 novembre - Recife   |   |  | 17 novembre - Recife | 17 novembre - Recife |
|  | Colombie             | 3                    |                      |                      | 16 novembre - Recife   | 16 novembre - Recife   |   |  | 17 novembre - Recife | 17 novembre - Recife |
|  | Brésil               | 0                    |                      |                      | 16 novembre - Recife   | 16 novembre - Recife   |   |  | 17 novembre - Recife | 17 novembre - Recife |
|  | Brésil               | 0                    | Colombie             | 0                    |                        |                        |   |  | 17 novembre - Recife | 17 novembre - Recife |
|  | 15 novembre - Recife |                      | Colombie             | 0                    |                        |                        |   |  | 17 novembre - Recife | 17 novembre - Recife |
|  |                      | France               | 1                    |                      |                        |                        |   |  | 17 novembre - Recife | 17 novembre - Recife |
|  | France               | France               | 1                    | 6                    |                        |                        |   |  | 17 novembre - Recife | 17 novembre - Recife |
|  | France               |                      |                      | 6                    |                        |                        |   |  | 17 novembre - Recife | 17 novembre - Recife |
|  | Chili                | 1                    |                      |                      |                        |                        |   |  | 17 novembre - Recife | 17 novembre - Recife |
|  | Chili                | 1                    | France               | 3                    |                        |                        |   |  |                      |                      |
|  | 15 novembre - Recife |                      | France               | 3                    |                        |                        |   |  |                      |                      |
|  |                      | Espagne              | 2                    |                      |                        |                        |   |  |                      |                      |
|  | Portugal             | Espagne              | 2                    | 2                    |                        |                        |   |  |                      |                      |
|  | Portugal             | 16 novembre - Recife |                      | 2                    |                        |                        |   |  |                      |                      |
|  | Argentine            | 0                    |                      |                      |                        |                        |   |  |                      |                      |
|  | Argentine            | 0                    | Portugal             | 3                    |                        |                        |   |  |                      |                      |
|  | 15 novembre - Recife | 15 novembre - Recife | Portugal             | 3                    | Match pour la 3e place | Match pour la 3e place |   |  |                      |                      |
|  | 15 novembre - Recife | 15 novembre - Recife |                      | Espagne              | Match pour la 3e place | Match pour la 3e place | 4 |  |                      |                      |
|  | Espagne              | 3                    | 17 novembre - Recife | 17 novembre - Recife |                        |                        | 4 |  |                      |                      |
|  | Espagne              | 3                    | 17 novembre - Recife | 17 novembre - Recife |                        |                        |   |  |                      |                      |
|  | Allemagne            | 1                    |                      | Portugal             | 0                      |                        |   |  |                      |                      |
|  | Allemagne            | 1                    |                      | Portugal             | 0                      |                        |   |  |                      |                      |
|  |                      |                      |                      |                      |                        |                        |   |  | Colombie             | 1                    |
|  |                      |                      |                      |                      |                        |                        |   |  | Colombie             | 1                    |

| Championnat du monde féminin de rink hockey 2012 |
| ------------------------------------------------ |
| France Premier titre                             |

### 5e–8eplaces
|  | Demi-finales pour la 5e place | Demi-finales pour la 5e place |                        |   | Match pour la 5e place | Match pour la 5e place |
|  | Demi-finales pour la 5e place | Demi-finales pour la 5e place |                        |   | Match pour la 5e place | Match pour la 5e place |
|  |                               |                               |                        |   |                        |                        |
|  | 16 novembre à 15h00           | 16 novembre à 15h00           |                        |   | 17 novembre à 16h30    | 17 novembre à 16h30    |
|  | 16 novembre à 15h00           | 16 novembre à 15h00           |                        |   | 17 novembre à 16h30    | 17 novembre à 16h30    |
|  | Argentine                     | 1                             |                        |   | 17 novembre à 16h30    | 17 novembre à 16h30    |
|  | Argentine                     | 1                             |                        |   | 17 novembre à 16h30    | 17 novembre à 16h30    |
|  | Allemagne                     | 2                             |                        |   | 17 novembre à 16h30    | 17 novembre à 16h30    |
|  | Allemagne                     | 2                             | Chili                  | 1 |                        |                        |
|  | 16 novembre à 16h30           |                               | Chili                  | 1 |                        |                        |
|  |                               | Allemagne                     | 2                      |   |                        |                        |
|  | Brésil                        | Allemagne                     | 2                      | 0 |                        |                        |
|  | Brésil                        |                               |                        | 0 |                        |                        |
|  | Chili                         | 2                             |                        |   |                        |                        |
|  | Chili                         | 2                             | Match pour la 7e place |   |                        |                        |
|  |                               |                               |                        |   |                        |                        |
|  | 17 novembre à 15h00           |                               |                        |   |                        |                        |
|  |                               |                               |                        |   |                        |                        |
|  | Argentine                     | 3                             |                        |   |                        |                        |
|  | Argentine                     | 3                             |                        |   |                        |                        |
|  | Brésil                        | 2                             |                        |   |                        |                        |
|  | Brésil                        | 2                             |                        |   |                        |                        |

## Classement final
| Place              | Équipe     |
| ------------------ | ---------- |
| Médaille d'or      | France     |
| Médaille d'argent  | Espagne    |
| Médaille de bronze | Colombie   |
| 4                  | Portugal   |
| 5                  | Allemagne  |
| 6                  | Chili      |
| 7                  | Argentine  |
| 8                  | Brésil     |
| 9                  | Suisse     |
| 10                 | États-Unis |
| 11                 | Japon      |
| 12                 | Uruguay    |
| 13                 | Angleterre |
| 14                 | Inde       |